# Evolvulus boninensis
Evolvulus boninensis är en vindeväxtart som beskrevs av Maekawa och Tuyama. Evolvulus boninensis ingår i släktet Evolvulus och familjen vindeväxter. Inga underarter finns listade i Catalogue of Life.